# Segalars (Hortoneda)
Segalars és un raval del poble d'Hortoneda, a l'antic terme d'Hortoneda i l'actual de Conca de Dalt, al Pallars Jussà.
Està situat uns 200 metres al sud-est d'Hortoneda, al peu de la Pista d'Hortoneda, a la part baixa del Serrat de Segalars, que en surt cap al sud-est. És també a ponent del Serrat de la Feixa i a la dreta de la llau de Catxí.
Uns 200 metres a llevant de Segalars hi ha l'arbre monumental de l'Alzina de Cardet.